# Rocas Charlotte
Die Rocas Charlotte (spanisch) sind eine etwas isolierte Gruppe von Klippenfelsen westlich der Trinity-Halbinsel des Grahamlands im Norden der Antarktischen Halbinsel. Sie liegen südlich des Montravel Rock und nordwestlich des Kap Legoupil.
Wissenschaftler der 2. Chilenischen Antarktisexpedition (1947–1948) kartierten und benannten sie. Namensgeberin ist die Tochter von Jorge Gándara Bofill, des Kapitäns des Schiffs Covadonga bei dieser Forschungsreise.